# Antillochernes muchmorei
Antillochernes muchmorei är en spindeldjursart som först beskrevs av Dumitresco och Traian Orghidan 1977.  Antillochernes muchmorei ingår i släktet Antillochernes och familjen blindklokrypare. Inga underarter finns listade i Catalogue of Life.